# Prothema exclamationis
Prothema exclamationis là một loài bọ cánh cứng trong họ Cerambycidae.